# اليخاندرو جويك
اليخاندرو جويك (بالإسبانية: Alejandro Goic)‏ هو ممثل تشيلي، ولد في 11 سبتمبر 1957 في تشيلي.

## أعمال

### أفلام
- (2012) لا[3]
- (2014) ال 33[4]
- (2017) امرأة رائعة

## وصلات خارجية
- اليخاندرو جويك على موقع IMDb (الإنجليزية)
- اليخاندرو جويك على موقع قاعدة بيانات الأفلام العربية
- اليخاندرو جويك على موقع ألو سيني (الفرنسية)
- اليخاندرو جويك على موقع أول موفي (الإنجليزية)
- اليخاندرو جويك على موقع قاعدة بيانات الأفلام السويدية (السويدية)
- اليخاندرو جويك على موقع قاعدة بيانات الفيلم (الإنجليزية)
- اليخاندرو جويك على موقع كينوبويسك (الروسية)